# Колос (Адыгея)
Ко́лос — хутор в Теучежском муниципальном районе Республики Адыгея России.
Входит в состав Понежукайского сельского поселения.

## История
В 1966 г. указом президиума ВС РСФСР хутор Слепой переименован в Колос.

## Население
| 2002 | 2010 | 2013 | 2014 | 2015 | 2016 | 2017 |
| ---- | ---- | ---- | ---- | ---- | ---- | ---- |
| 189  | ↘173 | ↗174 | ↘172 | ↘165 | ↗167 | ↗175 |
| 2018 | 2019 | 2020 | 2021 | 2023 | 2024 |      |
| ↘172 | ↗173 | ↘169 | ↗177 | ↘176 | ↗177 |      |

По данным Всероссийской переписи населения 2021 года:
| Народ      | Численность, чел. | Доля от всего населения, % |
| ---------- | ----------------- | -------------------------- |
| адыги      | 94                | 53,11 %                    |
| русские    | 81                | 45,76 %                    |
| не указано | 2                 | 1,13 %                     |
| всего      | 177               | 100,0 %                    |

## Улицы
- Буденного.